# Вулиця Козловського (Львів)
Вулиця Козловського — вулиця в Сихівському районі міста Львова, в місцевостях Сихів та Козельники. Сполучає проспект Червоної Калини з вулицею Рахівською. Прилучаються вулиці: Бережанська, Довженка, Хуторівка та проспект Святого Івана Павла ІІ. 

## Історія
Від 1958 року сучасна вулиця поділялася на дві частини, що мали окремі назви — Телеграфна та Навчальна. 1993 року цих дві вулиці були об'єднані в одну вулицю, яку назвали на честь українського поета, уродженця Львівщини — Олександра Козловського.

## Забудова
Одноповерховий конструктивізм 1930-х років, одноповерхова садибна забудова, дев'ятиповерхова забудова 1980-х років.